# Bratrušov
Bratrušov (en allemand : Brattersdorf) est une commune du district de Šumperk, dans la région d'Olomouc, en République tchèque. Sa population s'élevait à 638 habitants en 2023.

## Géographie
Bratrušov se trouve à 5 km au nord-nord-ouest de Šumperk, à 52 km au nord-nord-ouest d'Olomouc et à 180 km à l'est de Prague.
La commune est limitée par Kopřivná au nord, par Rejchartice au nord-est, par Šumperk au sud-est et au sud, et par Bohdíkov à l'ouest.

## Histoire
La première mention écrite de la localité date de 1371.

## Transports
Par la route, Bratrušov se trouve à 6 km de Šumperk, à 64 km d'Olomouc et à 228 km de Prague.